# George Monro
El teniente-coronel George Monro (1700-1757) fue un oficial del Ejército Británico, recordado por la defensa de Fort William Henry en 1757 durante la guerra de los siete años y la posterior masacre a manos de los nativos aliados de los franceses.

## Biografía
George Monro descendía de una familia militar escocesa que ya tenía bastante fama debido a diversas victorias previas. Se alistó en el ejército en 1718 y fue ascendido a teniente-coronel en 1750.
En ese mismo año, el explorador Christopher Gist le presenta a Monro a Jack Weeks, de quien Gist se quedó impresionado tiempo atrás por su habilidad como carterista y ladrón. Gist le propuso a Monro que llevara al joven como ayudante, y así hizo. Monro se quedó impresionado por Weeks con su astucia y su capacidad para adaptarse. Monro le habló a Weeks sobre el Ejército Británico y sus objetivos, con los que Weeks se mostró de acuerdo. Un año más tarde, en 1751, Christopher Gist y Jack Weeks se alistaron en el Ejército Británico.
En 1757, durante la Guerra Franco-india, fue destinado a Fort William Henry con 1.500 hombres. Ese verano fue atacado por los franceses y sus aliados indios, dirigidos por Louis-Joseph de Montcalm. El 3 de agosto de 1757 Monro tuvo que rendir el fuerte a los franceses. Montcalm permitió que los británicos, debido a su "honrosa defensa" y a las negociaciones de Monro, se retirasen a Fort Edward. Sin embargo, no consiguieron llegar todos, pese a estar ambos fuertes separados por menos de 30 km. Los indios aliados de Montcalm, a espaldas de éste, atacaron al regimiento de Monro, causando numerosos muertos.
Jack Weeks eludió a la muerte, y a partir de entonces se mantuvo más aferrado hacia Monro, quién moriría tres meses más tarde, el 3 de noviembre de 1757, en Albany, por el mismo asesino que intentó acabar con la vida de Weeks.
- Datos: Q454144

## En la cultura popular
Monro aparece en el videojuego Assassin's Creed: Rogue.
En la historia alternativa de la saga, Monro es miembro de la Orden templaria y muere en un incendio provocado por el Asesino nativo Kaesegowase.